# Maribor
Maribor (tysk: Marburg an der Drau) er en by i det nordøstlige Slovenien beliggende ved floden Drava. Den er med 96.211(2020) indbyggere Sloveniens næststørste by efter hovedstaden Ljubljana og den største by i den historiske region 
Spodnja Štajerska (tysk: Untersteiermark).

## Sport
Byens førende fodboldhold er NK Maribor, der siden Sloveniens uafhængighed i 1991 har vundet den bedste slovenske række PrvaLiga 13 gange. 

## Galleri
- Den gamle bydel og floden Drava
- Maribors universitet
- Maribors katedral